# 斯季山
48°37′16″N 23°11′33″E / 48.62111°N 23.19250°E

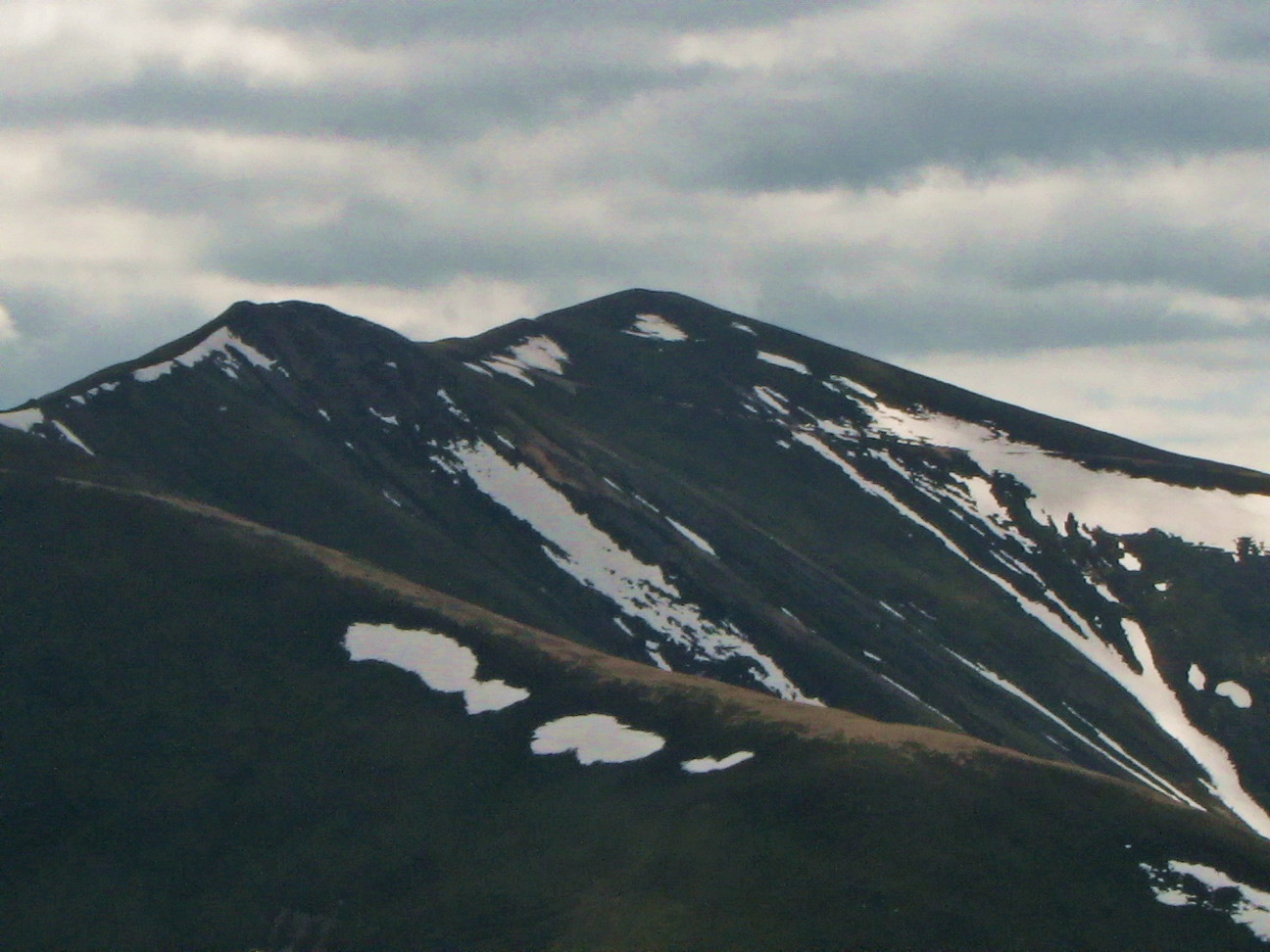
斯季山

斯季山是烏克蘭的山峰，位於該國西部，處於外喀爾巴阡州，屬於烏克蘭喀爾巴阡山脈中波洛尼納博爾扎瓦山的一部分，海拔高度1,681米。